# Xã Enola, Quận Faulkner, Arkansas
Xã Enola (tiếng Anh: Enola Township) là một xã thuộc quận Faulkner, tiểu bang Arkansas, Hoa Kỳ. Năm 2010, dân số của xã này là 855 người.